# 8 millimetri (pellicola)

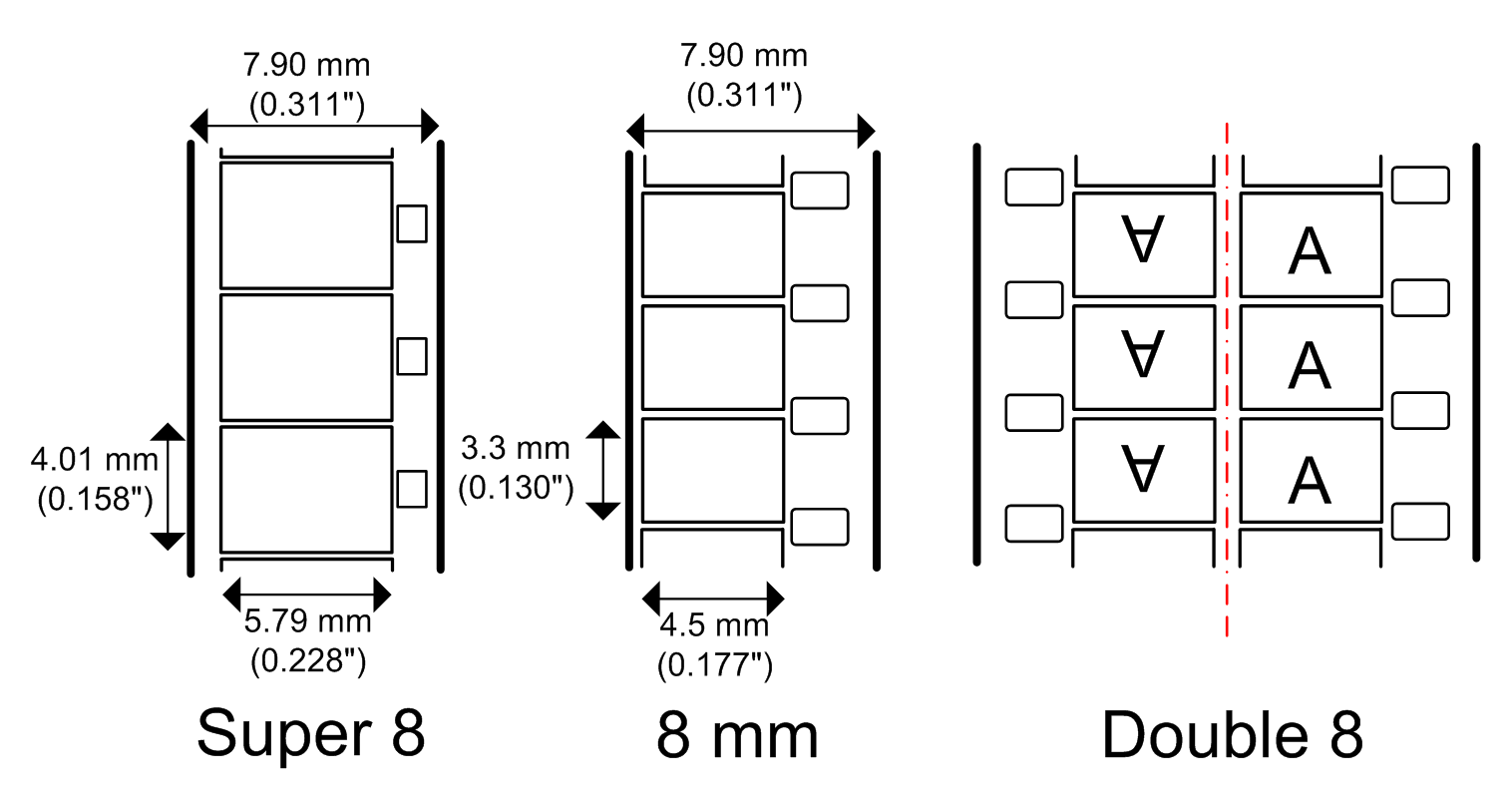
Dimensioni della pellicola super 8, 8 millimetri e doppio 8

La pellicola 8 millimetri è un calibro di pellicola popolare ed economico introdotto nei primi anni trenta dalla Kodak, con lo scopo di proporre un formato amatoriale più economico del 16 mm. Il nome del calibro deriva dalla larghezza della pellicola fotografica che consiste in strisce da 8 millimetri. Generalmente non è utilizzato per le riprese e proiezioni di film da sala, ma piuttosto viene utilizzato da cineasti amatoriali e casalinghi assieme al 16 millimetri. Nonostante questo la pellicola 8 millimetri venne saltuariamente utilizzata per film a basso costo e più spesso nel cinema sperimentale.
Esistono due diversi formati di pellicola 8 millimetri: la pellicola 8 millimetri standard, anche conosciuta come regular 8 millimetri, e la pellicola super 8 millimetri, la cui perforazione viene ridotta per fare spazio ad un fotogramma dal formato più ampio. La prima è disponibile anche come pellicola doppio 8 mm – ossia una 16 millimetri con perforazione 8 mm su entrambi i lati – tagliata a metà dopo lo sviluppo al fine di avere due pellicole 8 mm proiettabili.

## Storia della pellicola 8 millimetri
Nel 1932 fu introdotto così l'8 mm. La pellicola vergine era sempre larga 16 mm ma il passo delle perforazioni era la metà della pellicola 16 mm vera e propria. Veniva impressionata due volte, dapprima su un lato, poi, ribaltando la bobina, sull'altro lato. Il laboratorio di sviluppo provvedeva poi a tagliare il film per tutta la sua lunghezza così da ottenere un'unica bobina di film 8 mm. Proprio in ragione di tale doppia esposizione, l'otto millimetri fu anche chiamato "doppio 8". Quando verrà commercializzato il Super 8, per differenziarlo da quest'ultimo, verrà anche chiamato Normal 8.
Inoltre il formato 8 millimetri venne anche commercializzato in appositi caricatori automatici per particolari cineprese, ma tale sistema non riscosse molto successo.
È sempre possibile filmare in Super 8 oggi (Kodak produce pellicole https://www.kodak.com/en/motion/page/kodak-super-8-films). Il Super 8 vantava una superficie dell'immagine più ampia, permessa da una perforazione della pellicola più piccola (in pratica solo 1 mm in più in altezza ed 1 mm in più in larghezza) in un caricatore diverso dall'8 mm, nel quale le due bobine, quella debitrice e quella ricevitrice si trovavano sullo stesso piano, una a fianco all'altra, come in una audiocassetta. Al contrario il caricatore Super 8 conteneva le due bobine sullo stesso asse, il che non consentiva od in alcuni casi mal consentiva la possibilità di effettuare in fase di ripresa una dissolvenza incrociata, riavvolgendo per circa un secondo la pellicola precedentemente esposta nell'ultima ripresa.
Il formato Super 8 (un'evoluzione dell'8 mm) sopravvive sino ai giorni nostri, sebbene venga adoperato per ottenere immagini fortemente caratterizzate da un certo sapore retrò o citazionistico.
In particolar modo, la grande richiesta ha portato la Kodak a introdurre nuove tipi di pellicole per questo formato. Molti pensano che la Kodak abbia dismesso il Super 8 per poi ricominciare solo da pochi anni a produrlo ma così non è stato, il fatto che ha provocato il suo declino è stata la scelta dell'azienda di spostare i caricatori S8 dal catalogo consumer a quello professional quindi la maggior parte dei fotografi attuali che ha un negozio non vedendo questo prodotto nel loro catalogo lo danno per morto.